# Attilio Pratella

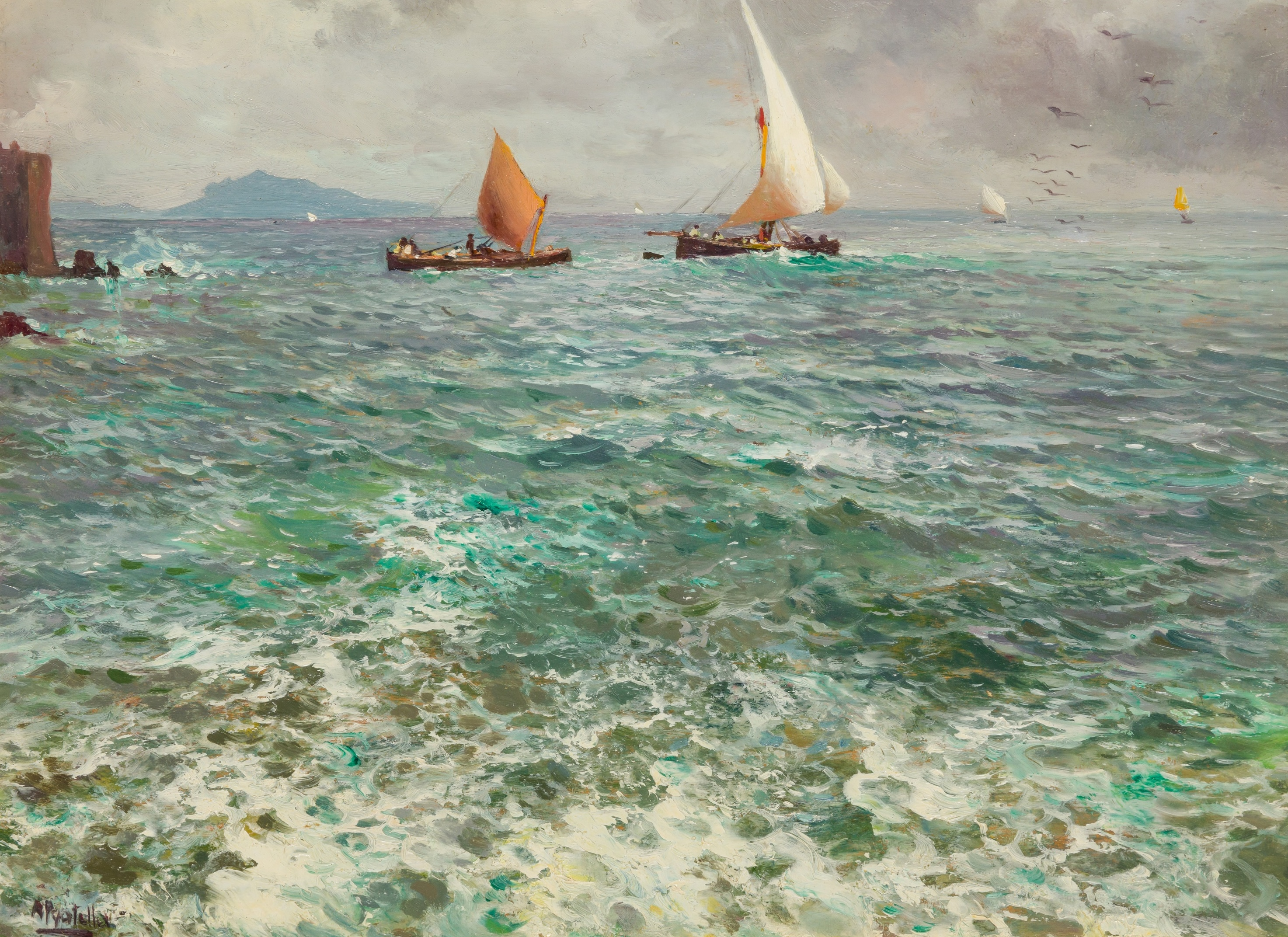
Shipping off the Neopolitan coast

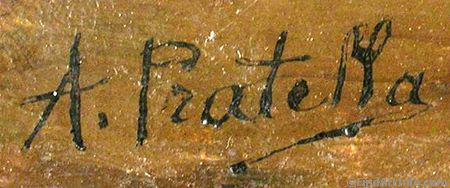
Signatur Attilio Pratella

Attilio Pratella (* 1856 in Lugo (Emilia-Romagna); † 1949 in Neapel) war ein italienischer Maler.

## Leben

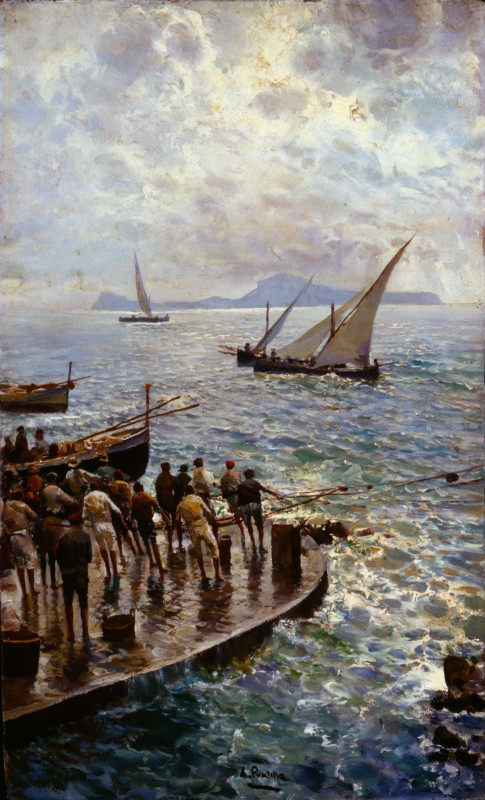
Pescatori sul molo, etwa 1900

Pratella erhielt 1877 ein Stipendium für ein Studium an der Accademia di Belle Arti di Bologna. Hier war zwei Jahre lang zusammen mit Mario De Maria, Alessandro Scorzoni, Augusto Sezanne und Rocco Lentini Schüler des Malers Antonio Puccinelli. 1880 gewann er ein weiteres Stipendium, das ihn an die Accademia di Belle Arti di Napoli führte, wo er bei Domenico Morelli und Filippo Palizzi studierte.
In Neapel etablierte er sich mit einem eigenen Atelier und ließ sich für seine Arbeiten von den lebhaften Märkten der Stadt, den Kais mit den umliegenden Hügeln des Stadtteils Vomero und von der Felseninsel Capri inspirieren. Seine Bilder zeigen oft Meeres- und Stadtansichten und haben impressionistische Ansätze. Einige von Pratellas Werken befinden sich in öffentlichen Sammlungen Neapels, Mailands und Roms.
Von 1881 bis in die 1920er Jahre stellte er in Neapel aus, zudem war er auf der Biennale di Venezia und auf dem Salon de Paris vertreten. Pratellas Söhne Fausto (1888–1964) und Paolo (1892–1980) und seine Tochter Ada (1901–1929) wurden ebenfalls Maler.

## Werke
- Marina di Napoli
- Tramonto a Seiano
- Panni al sole
- Golfo di Napoli
- Studio di cielo
- Spiaggia a San Giovanni
- Verso Portici
- Vecchia Napoli, Via Argine a Ponticelli
- Veduta autunnale del Vesuvio
- Paesaggio boschivo
- Barche di pescatori
- Giornata di pioggia
- Capo Miseno
- Costiera amalfitana
- La rimessa delle barche

## Ehrungen
Folgende Straßen wurden nach Attilio Pratella benannt:
- Via Attilio Pratella in Neapel[5]
- Via Attilio Pratella in Lugo[6]